# Phantasmagoria
Phantasmagoria je hrvatski kultni gothic rock sastav. Izrasli su na zvuku sastava kao što su Joy Division, Bauhaus, The Sisters Of Mercy, Fields Of The Nephilim,Killing Joke i sličnih. Nastali su u vrijeme post punk scene krajem osamdesetih, nakon raspada punk rock grupe Eksodus (u kojoj je Tomi svirao gitaru), koja je pak nastala iz punk sastava SKÖL.

## Povijest
Bend su osnovali Tomi Phantasma, Robert Gelo i Darko Toth.
Inspiracija za ime nađena je u istoimenom albumu sastava The Damned. Phantasmagoria je za svoj simbol odabrala pentagram. Obilježeni kao mračan i provokativan sastav te često uspoređivani s nekim svjetski poznatim sastavima poput The Sisters Of Mercy,Killing Joke, The Fields Of Nephilim i drugima,  Phantasmagoria je ubrzo dobila kultni status na hrvatskoj underground sceni. Prvi singl "Alex" 1988. došao je ravno na 1. mjesto alter ljestvica čime je uslijedila pozitivna reakcija medija. Sljedeći singlovi "Poziv u raj" i "Ja gledam svojim očima" 1989. nastavili su taj uspjeh. 1990. godine Phantasmagoria je nastupila na posljednjem "YURM-u", festivalu najboljih novih jugoslavenskih sastava, gdje dobiva od glazbenih kritičara naslov najboljeg novog alternativnog banda.
Prvi Phantasmagorijin video spot za pjesmu "Better World" 1991. došao je na 1. mjesto ljestvice nacionalne televizije u emisiji "Hit depo" a sljedeći video "Isolated" 1992. je odabran kao jedan od deset najboljih video uradaka u Hrvatskoj u emisiji „Hit Depo“ za 1993. godinu. U televizijskoj emisiji „Izvan struje“ Phantasmagoria je 1993. izabrana za jedan od najboljih alternativnih sastava u Hrvatskoj uz KUD Idijote i Overflow. Međutim njihov kultni status rezultirao je i lošim publicitetom od strane Katoličke Crkve koji je eskalirao do konstantnih napada u službenim crkvenim novinama [nedostaje izvor], pa čak i trganjem postera sa zidova zbog upotrebe pentagrama kao zaštitnog znaka i štovanje filozofije i nauke Aliestera Crowelya. Iako je rat u Hrvatskoj ozbiljno naštetio cjelokupnoj hrvatskoj glazbenoj sceni pa tako i Phantasmagoriji, Phantasmagoria nikada nije prestala nastupati uživo, pa čak i u ratnim zonama i na mnogim anti-ratnim festivalima.

## Nastupi
Nastupali su s Iggyjem Popom 1994. na zagrebačkoj Šalati. Phantasmagoria je dva puta nastupila i na najvećem Gothic festivalu u svijetu, "Wave & Gothic Treffen" u Leipzigu, "Dark Nation Days" u Beču,turneji po Češkoj i Slovačkoj,"Viva La Pola!" festivalu u Puli, na "Exit" festivalu u Novom Sadu, "Metalcamp" festivalu u Tolminu, svirali su sa sastavima kao što su The Young Gods, Mizar (2 turneje),New Model Army,Let 3,  Iggy Pop, Borghesia, Christian Death (četiri puta), Kismet,Clan Of Xymox, Theatres Des Vampires, Diva Destruction, Mortiis, In Extremo, Charon, Deathstars, Type O Negative, The Mission, The 69 Eyes, Paradise Lost, Moonspell...